# Паулюкс, Янис Антонович
Янис Паулюкс (латыш. Jānis Pauļuks, 2 сентября 1906, Рига — 23 июня 1984, Рига) — советский и латвийский художник. Член Союза художников СССР.
Родился в рабочей семье.
Учился в Латвийской Академии художеств (1938—1941, не окончил).
Персональные выставки: Москва (1954), Юрмала (1964), Рига (1981, 1983).
Написал около 700 работ. Творчество Паулюкса разделяют на три этапа: с 1930 по 1940 год (работал в классической манере, в серебристо-серых тонах), с 1950 по 1960 год (основным выразительным средством стал цвет) и третий этап с 1970 по 1980 год (отличительной чертой стал динамизм).
Похоронен на Лесном кладбище.